# باشگاه ورزشی پروسیا مونستر
باشگاه ورزشی پروسیا مونستر یک باشگاه ورزشی آلمانی مستقر در مونستر، نوردراین-وستفالن است که بیشتر برای بخش فوتبال خود شناخته شده است. این تیم فوتبال در حال حاضر در لیگ منطقه‌ای غربی که رده چهارم فوتبال آلمان است بازی می‌کند. پروسیا مونستر همچنین تیم‌هایی را در رشته های تنیس، دو و میدانی، هندبال و فیستبال تشکیل می‌دهد.

## افتخارات
- مسابقات قهرمانی آلمان
  - نایب قهرمانی: ۱۹۵۱
- مسابقات قهرمانی آماتور آلمان:
  - قهرمانی: ۱۹۹۴
- لیگ منطقه‌ای غربی:
  - قهرمانی: ۲۰۱۱
- آماتور اوبرلیگا وستفالن:
  - قهرمانی: ۱۹۸۸، ۱۹۸۹، ۱۹۹۲، ۱۹۹۳
- جام وستفالیا:
  - قهرمانی: ۱۹۹۷، ۲۰۰۸، ۲۰۰۹، ۲۰۱۰، ۲۰۱۴، ۲۰۲۱
  - نایب قهرمانی: ۱۹۸۷، ۱۹۹۸، ۲۰۱۲، ۲۰۲۲